# 咖啡醛
咖啡醛（英語：Caffeic aldehyde，IUPAC名：(E)-3-(3,4-二羟基苯基)丙-2-烯醛，(E)-3-(3,4-Dihydroxyphenyl)prop-2-enal）是一种酚醛类天然有机化合物，可在垂序商陆（学名Phytolacca americana，也称“美洲商陆”）的种子中提取出来 。